# 世界滑輪總會
世界滑輪總會（英語：World Skate）是一個國際奧委會認可的國際性的滑輪溜冰體育組織。本會是國際輪滑運動總會 (Fédération Internationale de Roller Sports，FIRS) 的繼任者，由FIRS和國際滑板總會會 (ISF) 於2017年9月合併而成，此前FIRS被國際奧委會選為滑板運動的管理機構，為2020年夏季奧運會的滑板賽事做準備。

## 項目
世界滑輪總會是滑輪運動的國際管理機構:
- 花样轮滑
- 直排輪下坡障礙賽
- 直排輪下坡賽
- 自由式滑輪
- 直排溜冰曲棍球（英语：Roller in-line hockey）
- 競速溜冰（英语：Inline speed skating）
- 女子組競速溜冰（英语：Roller derby）
- Roller freestyle skating, also called aggressive inline skating or rollerblading
- Roller hockey, also called rink hockey or quad hockey
- Scootering, also called freestyle scootering
- Skateboarding
- Skate cross

## 認可本會的組織
- 國際奧林匹克委員會(IOC)
- 國際單項運動總會聯合會(GAISF)
- 國際世界運動總會(IWGA)
- 泛美體育組織(PASO)

## 會員組織
- 亞洲滑輪聯合會
- 非洲滑輪溜冰總會
- 歐洲滑輪溜冰總會
- 大洋洲滑輪溜冰總會
- 泛美滑輪溜冰總會

## 世界滑輪溜冰錦標賽
第一屆世界滑輪運動大賽（共10個比賽項目）於2017年在南京舉行，而非FIRS大會期間宣布的巴塞隆納。2019年和2021年賽事將分別由巴塞隆納和利馬承辦。
| 屆 | 年   | 主辦城市       | 隊伍 |
| -- | ---- | -------------- | ---- |
| 1  | 2017 | 中國南京       |      |
| 2  | 2019 | 西班牙巴塞隆納 |      |

## 外部連結
- 國際滑輪溜冰總會（页面存档备份，存于）
- 2017 Calendar : http://www.rollerbond.be/docs/CALENDAR_RollerGames_2017.pdf （页面存档备份，存于）